# Francesco Pionati
Francesco Pionati (Avellino, 15 luglio 1958) è un politico e giornalista italiano.
È stato vice direttore del TG1 dal 2002 al 2006, anno in cui viene eletto al Senato della Repubblica e, due anni più tardi, alla Camera dei deputati.
Dal 2013 di nuovo in RAI come "coordinatore delle attività da realizzare per le trasmissioni regionali e nazionali (in ambito TGR) dei prodotti forniti dall'Associazione delle TV europee Circom e da altri broadcaster".
Dal 2023 è direttore del Giornale Radio Rai e di Rai Radio 1, succedendo ad Andrea Vianello.

## Biografia
Nativo di Avellino, vive a Roma; è figlio di Giovanni Pionati, già sindaco democristiano di Avellino al tempo del terremoto dell'Irpinia del 1980.

### Carriera giornalistica
Diventa giornalista pubblicista a 18 anni e giornalista professionista a 26 anni. Ha diretto ad Avellino, sua città natale, un settimanale ed una TV locale.
Entra in Rai nel 1983 con una borsa di studio. 
L'anno successivo viene assunto al TG1.
Nel 1984 è assegnato alla redazione Interni e tre anni più tardi, diviene giornalista parlamentare; nel 1990, nella stessa redazione, è promosso caposervizio e nel 1995 diviene caporedattore, occupandosi dei servizi dal Parlamento. Nel 2002 è vice-direttore del TG1, incarico che mantiene fino al 2006, anno in cui viene eletto senatore.
Nel 2013 ha manifestato la volontà di non ricandidarsi in Parlamento e, terminato il mandato parlamentare, riprende servizio al TG1.
Da sempre legatissimo alla terra natia, nel 2014 decide di passare a Rai Com, per occuparsi di sviluppare un protocollo d'intesa tra la Regione Campania e la RAI per la promozione dell'immagine della Regione e del territorio.
Nel 1984 ha ricevuto il premio “Marcello Lucini” conferito dall’Ordine dei giornalisti di Roma al miglior neo-professionista dell’anno e nel 1993, il Premio Capri.
Ha curato la rubrica Transatlantico sul settimanale Panorama fino al 2004 e ha collaborato con Leonardo, supplemento de La Stampa, con La Gazzetta del Mezzogiorno, con il Roma e con Il Popolo.
Ha all'attivo una lunga esperienza sindacale, prima quale componente del direttivo dell'Associazione stampa parlamentare, poi del comitato di redazione del TG1 e infine dell'esecutivo dell'USIGRAI (Unione sindacale giornalisti Rai).
È stato tra i fondatori, a Roma, dell’associazione di giornalisti Li.sta – Libera stampa.
Il 25 maggio 2023 viene nominato nuovo Direttore della Testata Rai Giornale Radio - "GR1","GR2", "GR3", "GR Parlamento" - e di Rai Radio 1.

### Carriera politica

Simbolo dell'AdC

Entra in politica nel 2006, quando è candidato alle elezioni politiche del 9 e 10 aprile per il Senato della Repubblica, con l'Unione di Centro in Sicilia, risultando il primo dei non eletti. Diviene comunque senatore dopo poco più di due mesi, il 24 luglio 2006, subentrando a Totò Cuffaro, che opta per rimanere presidente della Regione Siciliana.
In seguito al Congresso nazionale dell'UDC, svoltosi nell'aprile 2007, diviene portavoce nazionale del partito; a dicembre dello stesso anno il Coordinamento Nazionale dei Piccoli Comuni d’Italia gli conferisce il premio di Migliore Senatore dell’anno per il particolare impegno profuso a difesa delle comunità meno abitate del paese.
Alle elezioni politiche del 2008 Pionati viene eletto alla Camera dei deputati, nelle liste dell'UDC nella circoscrizione Campania 2. Nello stesso anno viene eletto Vicepresidente della Giunta per le autorizzazioni a procedere della Camera dei Deputati, incarico da cui si dimetterà l'anno successivo.
Il 28 novembre 2008 esce dall'Unione di Centro, in disaccordo con la politica di Casini di allontanamento dal centrodestra e di costituzione di un terzo polo autonomo e si iscrive al gruppo misto della Camera per fondare, a dicembre, in accordo con Silvio Berlusconi, un suo movimento politico denominato Alleanza di Centro per la Libertà che presentandosi alle elezioni regionali del 2010 in tre sole regioni (Campania, Puglia e Veneto) ottiene -dati ufficiali del Ministero degli Interni pubblicati dal Sole 24 ore del 4 aprile 2010- 117mila voti, pari allo 0,5% nazionale, e cioè allo stesso livello di consenso ottenuto dalla lista Bonino-Pannella, o dall'Api di Francesco Rutelli.
Nel 2013 decide di non ricandidarsi e riprende servizio al Tg1 con uno stipendio lordo che nel 2021 è di 215.360 euro.
Il 29 luglio 2019 indice presso l'hotel Ramada di Napoli l'assemblea nazionale di Alleanza di Centro che si trasforma da per la libertà a per i territori. In tale data Pionati viene riconfermato alla guida del movimento ed annuncia la partecipazione alle elezioni regionali del 2020 con lo slogan Riparte la buona politica.
Alle regionali in Campania la lista Alleanza di Centro - Alleanza Popolo e Territorio a sostegno di Stefano Caldoro prende lo 0,27% mentre l'anno seguente alle comunali di Napoli la lista Noi con l'Italia – Alleanza di Centro prende lo 0,94%.  Pionati aderirà poi a Noi con l’Italia di Maurizio Lupi diventando membro dell’ufficio di presidenza e del comitato direttivo del partito.

### Altre attività
Appassionato di cultura cinematografica, nel 2004 è stato nominato nel consiglio di amministrazione di Cinecittà Holding, incarico che ha successivamente lasciato.
Ha inoltre fatto parte, presso il Ministero dei Beni Culturali, della Commissione per la revisione cinematografica e della Commissione per la promozione del cinema italiano.

## Pubblicazioni
- La mia poesia, Fratelli Palombi, 1989 (Premio Capri 1990)
- Guida al Volontariato Italiano, III volumi, S.E.I. Torino, 1992, ISBN 9788805051649
- Studiare all'Europea Rizzoli - BUR, 1994, ISBN 978-8817138048